# Apol·lònides de Nicea
Apol·lònides de Nicea (grec antic: Άπολλωνίδης, llatí: Apollonides) fou un escriptor grec que va viure en temps de l'emperador Tiberi, a qui va dedicar un comentari sobre el σίλλους τε καὶ κιναίδους de Timó de Fliunt, segons Diògenes Laerci.
Va escriure diverses obres, però no se n'ha conservat cap. Entre d'altres va escriure:
- Un comentari sobre el discurs Περὶ τῆς Παραπρεδβείας de Demòstenes
- Una obra sobre històries fictícies (περὶ κατεψενσμένων) de la que es mencionen el tercer i el vuitè llibre.
- Una obra sobre proverbis.
- Un volum sobre el poeta tràgic Ió de Quios.

Estrabó, Plini el Vell i un escoliasta d'Apol·loni de Rodes esmenten un Apol·lònides que podria ser aquest, i diuen que va escriure una obra titulada περίπλος τῆς Εὐρώπης. Estobeu diu que un Apol·lònides va escriure alguns versos senaris (de set síl·labes).